# Wincenty Kasprzycki (malarz)
Wincenty Kasprzycki (ur. 1802, zm. 27 maja 1849 w Warszawie) – polski malarz pejzażysta i litograf. 
Studia odbył w Warszawie (Królewski Uniwersytet Warszawski) i Wilnie (Cesarski Uniwersytet Wileński u Jana Rustema). Specjalizował się w pejzażach i wedutach między innymi Warszawy, Wilanowa, Natolina, Morysina, Gucina. Portrety małżeństwa Puchałów, Wojciecha Piaseckiego i innych ożywionych sztafażem. Malował też widoki wnętrz, między innymi Wystawa sztuk pięknych w Warszawie w 1828 roku. 
Obrazy Wincentego Kasprzyckiego znajdują się w Galerii w Wilanowie, Galerii Mielżyńskich w Poznaniu i Muzeum Książąt Lubomirskich. Litografował głównie portrety. Jego prawnuk Wincenty Kasprzycki (1906–65), był polskim rzeźbiarzem.